# La Forge
La Forge är en kommun i departementet Vosges i regionen Grand Est (tidigare regionen Lorraine) i nordöstra Frankrike. Kommunen ligger i kantonen Remiremont som tillhör arrondissementet Épinal. År 2022 hade La Forge 515 invånare.

## Befolkningsutveckling
Antalet invånare i kommunen La Forge
| Referens: INSEE |